# Jan Murza Tarak Buczacki
Jan Murza Tarak Buczacki (ur. 1830, zm. 13 września 1857) – polski Tatar z Podlasia, domniemany autor pierwszego przekładu Koranu na język polski.
Przez długie lat był uważany za autentycznego autora pierwszego przekładu Koranu na język polski.
Jednak badania Zbigniewa J. Wójcika dowiodły, że podstawą tego tłumaczenia był filomacki przekład Koranu, przeznaczony dla Tatarów polskich, a dokonany w latach 20. i 30. XIX w. przez ks. Dionizego Chlewińskiego i Ignacego Domeykę. Ostateczną wersję tego przekładu ustalił Joachim Lelewel. Wersję, która ukazała się w 1848 w Poznaniu, ale została skonfiskowana przez cenzurę, wykorzystał później Buczacki.
Został pochowany na Muzułmańskim Cmentarzu Kaukaskim w Warszawie.